# Balmoral (Schiff, 1944)
Die Balmoral war ein liberianisches Frachtschiff, das am 12. März 1967 zwischen der Außenjade und Außenweser gestrandet ist und nicht mehr gerettet werden konnte.

## Geschichte
Der Collier des Typs Icemaid zählte zur Gruppe der Empire-Schiffe. Das Schiff wurde unter der Baunummer 454 von der Grangemouth Dockyard Company gebaut und lief am 25. April 1944 vom Stapel. Das von einer Dreifach-Expansionsdampfmaschine angetriebene Schiff kam im Juli 1944 als Empire Peggotty für das Ministry of War Transport in London in Fahrt. Die Bereederung geschah zunächst durch die ebenfalls  in London ansässige Stephenson, Clarke and Associated Companies, ab 4. November 1945 durch Harries Brothers and Company aus Swansea. Am 7. Mai 1946 kauften Harries Brothers das Schiff und benannten es in Glanowen um. 1964 wurde die Glanowen an Wiliam Dickinson and Company in Newcastle-upon-Tyne veräußert und 1965 erwarb die Reederei Transocean Maritima Samuel M. Bull aus Madrid das Schiff und ließ es  als Balmoral für die liberianische Balmoral Shipping Corporation registrieren. Transocean Maritima setzte die  als Balmoral bis zur Havarie ein.

## Havarie
Die Balmoral war auf dem Weg von Gent nach Bremen und fuhr in Ballast. Von Norddeich Radio wurde die Meldung empfangen, dass sich der Weserlotse wegen des Nordwest-Sturms auf die Innenposition bei der Tonne „G“ (bis 1976 waren die Steuerbordtonnen mit Buchstaben bezeichnet) zurückgezogen habe. Der ortsunkundige Kapitän der Balmoral steuerte jedoch die Tonne „G“ in der Außenjade an. Als er in der stürmischen Nacht zum 12. März 1967 diese Position erreicht hatte, stellte er fest, dass der erwartete Lotse viel weiter östlich lag, nämlich bei der Tonne „G“ in der Außenweser. Daraufhin nahm die Balmoral mit der Signallampe Verbindung zum Lotsen auf. Wenige Minuten nach der gemorsten Aufforderung des Lotsen, umzukehren, hatte das Schiff um 01:15 Uhr die erste Grundberührung. Danach wurde die Balmoral durch den Sturm und die Gezeitenströmung immer weiter auf den Hochsand der Mellumplate vertrieben. Durch die Strandung bestand zunächst keine Gefahr für die Besatzung.
| \| Wrackposition \| |
| Wrackposition       |

In den nächsten Tagen lief die Bergung an. Dem Schlepper Goliath brachen jedoch am 16. März im Sturm die Trossen. Der Seenotkreuzer H. H. Meier übernahm daraufhin die zehnköpfige Besatzung, nur der Kapitän und einige Offiziere blieben noch an Bord, am 20. März verließen aber auch sie den Havaristen. Nachdem das Schiff am 5. April in zwei Teile zerbrach, konnte nur noch das Vorschiff geborgen und zur Abwrackwerft geschleppt werden. Das Achterschiff ist als sichtbares Wrack auf der Mellumplate verblieben.